# Lewis Sargent
Pour les articles homonymes, voir Sargent.
Lewis Sargent, né le 19 août 1903, mort le 19 novembre 1970, est un acteur américain de cinéma. Il apparaît dans 80 films entre 1917 et 1949.

## Biographie
Sargent naît à Los Angeles le 19 août 1903. Il a 8 frères et sœurs. Son père est charpentier, et son frère aîné, Don Sargent, est cinéaste à Hollywood. Il a été un des amis de James Wong Howe. Un de ses ancêtres William Sargent était venu en bateau depuis Agawam (Massachusetts), avec le capitaine John Smith en 1614. Lewis W. Sargent est le troisième enfant de Lewis et Elsa Plath Sargent.
Son premier rôle en tant qu'adolescent est Ali dans un film de la Fox,  Aladdin and the Wonderful Lamp en 1917. Il joue en 1935 le rôle de l'assistant du Major Francis Martling dans Les Nouvelles Aventures de Tarzan, produit par son créateur Edgar Rice Burroughs. Ce serial avait été tourné au Guatemala. Il joue le rôle titre dans Huckleberry Finn en 1920, des seconds rôles dans Oliver Twist en 1922, partage la vedette avec un chien dans The Call of the Wilderness (1926) et d'autres films.
Sargent meurt le 19 décembre 1970, alors qu'il est hospitalisé à l'Hollywood West Hospital. Il est enterré au Valhalla Memorial Park Cemetery.

## Filmographie

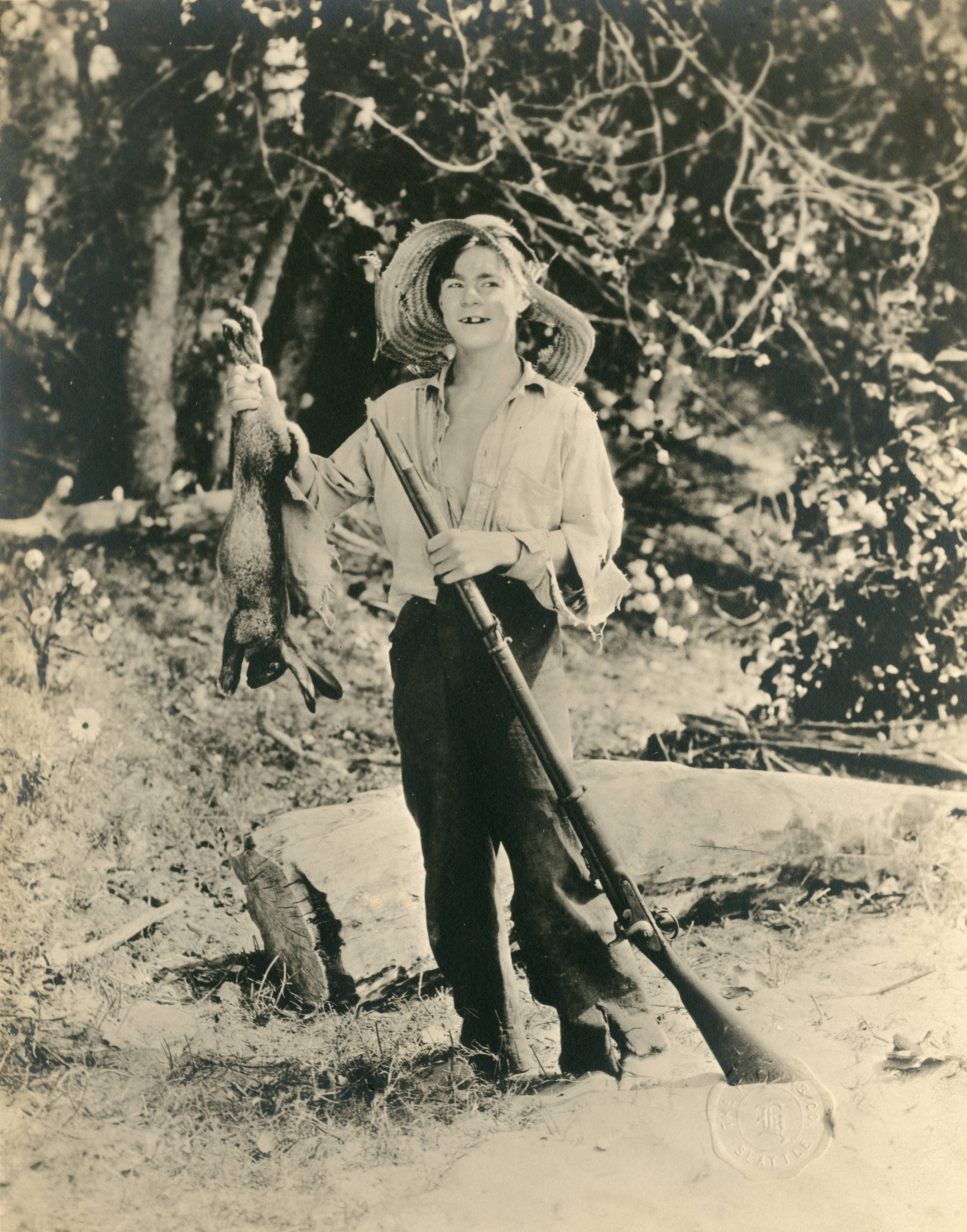
Lewis Sargent dans Huckleberry Finn (1920).

- 1917 : Aladin (Aladdin and the Wonderful Lamp)
- 1918 : Ace High de Lynn Reynolds
- 1918 : Ali Baba and the Forty Thieves
- 1919 : The Coming of the Law
- 1919 : Miss Adventure
- 1920 : Huckleberry Finn[3] : Huckleberry Finn
- 1920 : The Soul of Youth
- 1921 : Just Around the Corner
- 1922 : Oliver Twist
- 1923 : The Phantom Fortune
- 1923 : The Wild Party
- 1924 : Le Mauvais Chemin (Ridin' the Wind)
- 1926 : The Call of the Wilderness
- 1928 : South of Panama
- 1928 : A Million for Love (en)
- 1929 : One Splendid Hour (en)
- 1929 : The Clean Up
- 1932 : The Man from New Mexico (en)
- 1935 : Les Nouvelles Aventures de Tarzan (The New Adventures of Tarzan)
- 1938 : Tarzan et la Déesse verte (de)  (Tarzan and the Green Goddess) d'Edward Kull
- 1940 : Le Fantôme du cirque